# إتش تي سي
شركة إتش تي سي (بالإنجليزية: HTC Corporation)‏ (بالصينية: 宏達國際電子股份有限公司) (بالبينيينة: Hóngdá Guójì Diànzǐ Gǔfèn Yǒuxiàn Gōngsī) (التكنولوجيا العالية شركة الحاسوب، حرفيا شركة هونغدا العالمية للإلكترونيات) هي شركة إلكترونيات استهلاكية تايوانية يقع مقرها الرئيسي في منطقة زينديان، مدينة تايبيه الجديدة، تايوان. تأسست شركة إتش تي سي في عام 1997، وبدأت كشركة مصنعة للتصميمات الأصلية وشركة تصنيع المعدات الأصلية وتصميم وتصنيع أجهزة الحواسيب المحمولة.
بعد صنع الهواتف الذكية في البداية على أساس ويندوز موبايل، أصبحت إتش تي سي عضوًا مؤسسًا مشاركًا في الاتحاد المفتوح للهواتف النقالة، وهي مجموعة من مصنعي الهواتف ومشغلي شبكات الهاتف المحمول المكرسين لتطوير نظام تشغيل أندرويد للهواتف المحمولة. كان هاتف تي-موبل جي1 (الذي تم تسويقه بواسطة تي موبايل في العديد من البلدان باسم تي موبايل جي1) أول هاتف في السوق يعمل بنظام أندرويد.
على الرغم من نجاحها في البداية كبائع هواتف ذكية، إلا أن المنافسة من شركة أبل. وسامسونغ للإلكترونيات، من بين أمور أخرى، قللت من حصتها في السوق، والتي بلغت 7.2% فقط بحلول أبريل 2015، وتكبدت الشركة خسائر صافية متتالية. في عام 2016، بدأت إتش تي سي في تنويع أعمالها بما يتجاوز الهواتف الذكية، بعد أن دخلت في شراكة مع فالف لإنتاج منصة الواقع الافتراضي المعروفة باسم إتش تي سي فايف. بعد التعاون مع جوجل على هاتف بكسل الذكي، باعت إتش تي سي ما يقرب من نصف مواهبها في التصميم والبحث، بالإضافة إلى الحقوق غير الحصرية للملكية الفكرية المتعلقة بالهواتف الذكية، إلى جوجل في عام 2017 مقابل 1.1 مليار دولار أمريكي.

## التاريخ

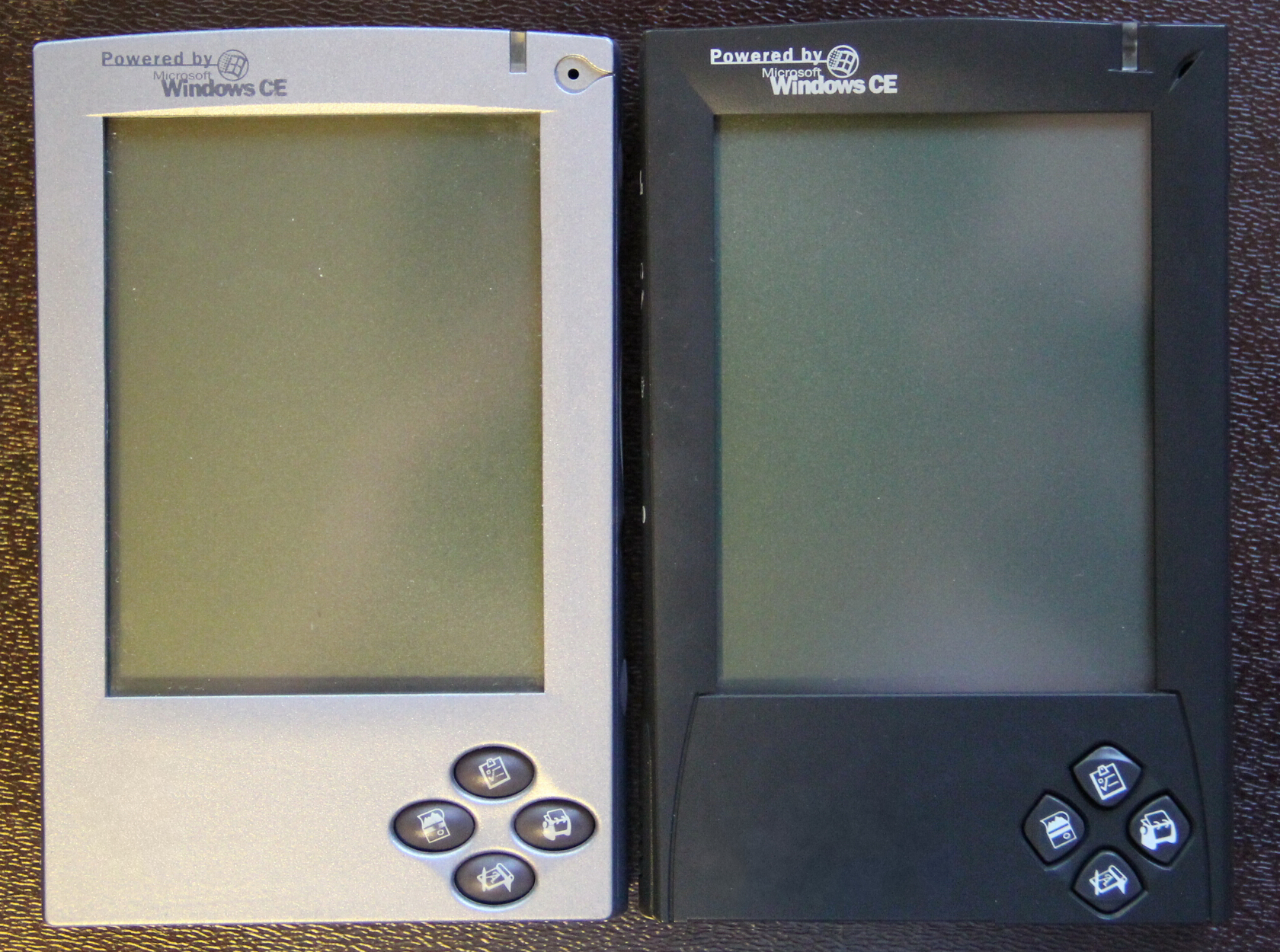
إتش تي سي كنغر PK10، أول حاسوب شخصي بحجم الكف، صدر عام 1998

أسس شير وانغ (وانغ شيويهونغ) وH. T. تشو (تشو هوه الأرض) إتش تي سي في عام 1997. في البداية كانت شركة إتش تي سي مُصنِّعة لأجهزة الحواسيب المحمولة، وبدأت بتصميم بعض من أولى الأجهزة المحمولة باليد التي تعمل باللمس واللاسلكية في العالم في عام 1998.
بدأت إتش تي سي في صنع أجهزة المساعد الرقمي الشخصي الخاصة بنظام ويندوز موبايل والهواتف الذكية بدءًا من عام 2004 تحت العلامة التجارية أوتيك. في عام 2006، تم تغيير اسم النطاق إلى إتش تي سي مع إطلاق إتش تي سي تتن.
في عام 2007، استحوذت إتش تي سي على شركة الأجهزة المحمولة دوبود الدولية.
في عام 2008، كشفت إتش تي سي النقاب عن إتش تي سي ماكس الجيل الرابع، أول هاتف محمول النظام العالمي للاتصالات المتنقلة يدعم شبكات واي ماكس.
انضمت إتش تي سي إلى تحالف الاتحاد المفتوح للهواتف النقالة من جوجل ثم طورت وأصدرت أول جهاز يعمل بنظام أندرويد في عام 2008، وهو تي-موبل جي1.
في نوفمبر 2009، أصدرت إتش تي سي هاتف إتش تي سي HD2، أول جهاز يعمل بنظام ويندوز موبايل مزود بشاشة تعمل باللمس بالسعة. في نفس العام، ظهر إتش تي سي سينس كواجهة مستخدم يستمر استخدامها اعتبارًا من 2018. في يوليو 2010، أعلنت شركة إتش تي سي أنها ستبدأ بيع الهواتف الذكية التي تحمل علامة إتش تي سي في الصين بالشراكة مع موبايل الصين. في أكتوبر 2010، أطلقت إتش تي سي شعار العلامة التجارية «رائع بهدوء»، وحملة أنت، أول حملة إعلانية عالمية لشركة إتش تي سي. في نفس الشهر، تم إصدار إتش تي سي HD7 كواحد من نماذج إطلاق ويندوز موبايل الذي أعيد تنشيطه من مايكروسوفت. في عام 2010، باعت إتش تي سي أكثر من 24.6 مليون جهاز، بزيادة 111% عن عام 2009.
في المؤتمر العالمي للجوال في فبراير 2011، اختارت جمعية النظام العالمي للاتصالات المتنقلة إتش تي سي «صانع الأجهزة لهذا العام» في جوائزها العالمية للهواتف المحمولة. في أبريل 2011، تفوقت إتش تي سي على نوكيا كثالث أكبر شركة مصنعة للهواتف الذكية من حيث الحصة السوقية، خلف أبل وسامسونج.
في 6 يوليو 2011، أُعلن أن إتش تي سي ستشتري حصة فيا للتقنيات في إس 3 الرسومات. في 6 أغسطس 2011، استحوذت إتش تي سي على داشوير مقابل 18.5 مليون دولار. في أغسطس 2011، أكدت إتش تي سي خطة لشراكة إستراتيجية مع بيتس إلكترونيكس تتضمن الاستحواذ على 51 بالمائة من الشركة.
تصنيفات أفضل العلامات التجارية العالمية لعام 2011 الصادرة عن انتربراند، أدرجت إتش تي سي في المرتبة 98 وقيمتها بـ 3.6 مليار دولار. استنادًا إلى الباحث كاناليس، أصبحت مؤسسة إتش تي سي في الربع الثالث من عام 2011 أكبر بائع للهواتف الذكية في الولايات المتحدة. مع 24 في المائة من حصة السوق، متقدما على 21 في المائة من سامسونج، و20 في المائة من أبل، و 9 في المائة من بلاك بيري. صنعت شركة إتش تي سي نماذج مختلفة لكل مشغل.
خلال أوائل عام 2012، خسرت إتش تي سي الكثير من حصتها في السوق الأمريكية بسبب المنافسة المتزايدة من أبل وسامسونج. وفقًا لشركة المحلل كوم سكور، شكلت إتش
تي سي فقط 9.3 % من سوق الهواتف الذكية في الولايات المتحدة اعتبارًا من فبراير 2013. في ضوء انخفاض شهرة الشركة، أبلغ الرئيس التنفيذي بيتر تشو المديرين التنفيذيين أنه سيتنحى إذا فشل أحدث هاتف رئيسي للشركة، إتش تي سي ون 2013، في تحقيق نتائج مبيعات رائعة. أظهرت نتائج الربع الأول لشركة إتش تي سي لعام 2013 انخفاضًا في أرباحها على أساس سنوي بنسبة 98.1%، مما يجعلها أصغر ربح للشركة على الإطلاق - تم الاستشهاد بالتأخير في إطلاق إتش تي سي ون كأحد العوامل. في يونيو 2012، نقلت إتش تي سي مقرها الرئيسي من مدينة تاويوان (الآن مقاطعة تاويون) إلى منطقة زينديان، مدينة تايبيه الجديدة.[بحاجة لمصدر] في 14 يناير 2013، أطلقت إتش تي سي هواتفها الذكية في بورما.
تم إصدار إتش تي سي ون في منتصف عام 2013، وفاز بعد ذلك بالعديد من الجوائز الصناعية في أفضل الهواتف الذكية وأفضل فئات التصميم، لكن المبيعات العالمية لهاتف إتش تي سي ون كانت أقل من تلك الخاصة بهاتف سامسونج جالكسي إس 4 الرائد وسجلت إتش تي سي أول خسارة ربع سنوية في أوائل أكتوبر 2013: عجزًا يقل قليلاً عن 3 مليارات دولار تايواني جديد (حوالي 100 مليون دولار أمريكي، 62 مليون جنيه إسترليني). تم تحديد مشاكل التسويق من قبل إتش تي سي باعتبارها السبب الرئيسي لأدائها المقارن، وهو عامل سبق أن استشهدت به الشركة.
خلال عام 2013، كانت مايكروسوفت في مفاوضات لشراء إتش تي سي. تم الكشف عن هذا فقط في عام 2018 من قبل ريستو سيلاسما، رئيس شركة نوكيا، في مقابلة مع هلسنغن سانومات. ستشتري مايكروسوفت في النهاية شركة نوكيا للهواتف المحمولة في ذلك العام.
في أغسطس 2013، أطلقت إتش تي سي حملة تسويق عالمية جديدة بعنوان «وهنا لتغيير» تضم الممثل روبرت داوني جونيور، الذي وقع عقدًا لمدة عامين ليكون «محرض التغيير» الجديد من إتش تي سي. في 27 سبتمبر 2013، أعلنت إتش تي سي أنها ستعيد بيع حصتها في بينس للإلكترونيات.
بعد إصدار إتش تي سي ون، تم إصدار متغيرين لتشكيل ثلاثي لمجموعة إتش تي سي ون لعام 2013. تم إصدار متغير أصغر يسمى إتش تي سي ون ميني في أغسطس 2013، وتم إصدار متغير أكبر يسمى إتش تي سي ون ماكس في أكتوبر 2013. على غرار التصميم والميزات لهاتف إتش تي سي ون، تشتمل الجوانب التي تمت ترقيتها من ون ماكس على شاشة بقياس 5.9 بوصة (15 سم) ومستشعر بصمات الأصابع وغطاء خلفي قابل للإزالة للذاكرة القابلة للتوسيع. تم طرح المنتج في بيئة البيع بالتجزئة الأوروبية والآسيوية في أكتوبر 2013، تلاه إطلاق في الولايات المتحدة في أوائل نوفمبر 2013.
في مارس 2014، أصدرت إتش تي سي هاتف إتش تي سي ون (إم 8)، الإصدار التالي من هاتف إتش تي سي ون الرئيسي، في المؤتمرات الصحفية في لندن ومدينة نيويورك. في تغيير عن الإصدارات السابقة، تم توفير إتش تي سي ون للشراء على موقع الشركة ومواقع شركات الجوال في أمريكا الشمالية في نفس اليوم بعد ساعات قليلة من الإطلاق.
في أبريل 2014، أعلنت إتش تي سي عن ارتفاع مبيعاتها بنسبة 12.7% لتصل إلى 22.1 مليار دولار تايواني جديد، وهو أسرع نمو للشركة منذ أكتوبر 2011. في سبتمبر 2014، اختارت جوجل شركة إتش تي سي لتصنيع جهاز نيكزس 9 اللوحي. في أغسطس 2014، أعلنت شركة إتش تي سي عن إصدار واحد يعمل بنظام هاتف ويندوز، وهو أول استخدام لنظام التشغيل منذ عام 2012. أنهت إتش تي سي علاقتها الطويلة مع مايكروسوفت بعد ذلك بسبب هيمنة نوكيا على أجهزة هاتف ويندوز، وبدأت في التركيز فقط على أندرويد.
في 1 مارس 2015، كشفت إتش تي سي النقاب عن فيفا، وهي شاشة عرض واقع افتراضي مثبتة على الرأس بالتعاون مع فالف. في يونيو وأكتوبر 2015، أعلنت إتش تي سي عن خسائر صافية، واجهت الشركة منافسة متزايدة من صانعي الهواتف الذكية الآخرين، بما في ذلك أبل وسامسونج وغيرها، مما أدى إلى انخفاض مبيعات الهواتف الذكية، فضلاً عن خسارة كبيرة في حصتها في السوق. ارتفعت حصتها في سوق الهواتف الذكية إلى 7.2 في المائة في أبريل 2015 بسبب مبيعاتها القوية من الأجهزة الحديثة، لكن سعر سهم إتش تي سي انخفض بنسبة 90 في المائة منذ عام 2011.
في نوفمبر 2016، ذكرت شركة إتش تي سي أنها باعت ما لا يقل عن 140.000 وحدة فيفا، وأن كل وحدة بيعت بربح. في يناير 2017، كشفت إتش تي سي النقاب عن سلسلة هواتفها الذكية الجديدة، يو بلاي ويو ألترا، ووصفت الشركة سلسلة يو بأنها «اتجاه جديد» لهواتفها، مؤكدة على وجود مساعد افتراضي متكامل طورته الشركة. في فبراير 2017، ذكرت إتش تي سي أنه في الربع الأخير من عام 2016، انخفضت خسائرها التشغيلية بنسبة 13% على أساس سنوي، مستشهدة بـ «أداء المبيعات القوي» والزيادات المتتابعة في الإيرادات على مدار العام.
في 21 سبتمبر 2017، أعلنت جوجل أنها ستستحوذ على ما يقرب من نصف الموظفين البالغ عددهم 4000 موظف الذين عملوا في فريق التصميم والبحث في إتش تي سي، والتراخيص غير الحصرية للملكية الفكرية المتعلقة بالهواتف الذكية التي تحتفظ بها إتش تي سي، مقابل 1.1 مليار دولار أمريكي. كان من بين الموظفين الفريق المشترك في هاتف بكسل الذكي من جوجل، والذي تم تصنيعه بواسطة إتش تي سي. صرحت جوجل أن عملية الشراء كانت جزءًا من جهودها لتعزيز أعمال الأجهزة الخاصة بالطرف الأول. تم الانتهاء من الصفقة في 30 يناير 2018، بينما ستستمر إتش تي سي في إنتاج هواتفها الذكية الخاصة، صرحت الشركة أنها تخطط لزيادة تركيزها على إنترنت الأشياء (IoT) والواقع الافتراضي في المستقبل.
في 26 مارس 2018، أعلنت إتش تي سي عن خسارة صافية ربع سنوية قدرها 337 مليون دولار أمريكي في الربع الأخير من عام 2017، مستشهدة «بمنافسة السوق، ومزيج المنتجات، والتسعير، وتقليص المخزون المعترف به». ستنعكس معاملة الشركة مع جوجل في أرقام الربع الأول 2018. صرحت إتش تي سي بأنها ستستخدم الإيرادات لزيادة استثماراتها في «التقنيات الناشئة». كما أشارت الشركة أيضًا إلى استثماراتها المتزايدة في الواقع الافتراضي، بما في ذلك طراز فيفا برو القادم، وفيفا فوكس - وهي سماعة رأس افتراضية مستقلة «الكل في واحد» تم الكشف عنها في نوفمبر 2017.
في يوليو 2018، كشفت شركة إتش تي سي عن دخولها في شراكة مع مطور الألعاب والتطبيقات والناشر أنيموكا. يتضمن ذلك تطوير المنتجات والتعاون المشترك في مجالات مثل الألعاب وسلسلة الكتل والذكاء الاصطناعي والتعلم الآلي والواقع المعزز والواقع الافتراضي. سيتم تثبيت ألعاب أنيموكا مسبقًا على أجهزة إتش تي سي في المستقبل.
في 5 فبراير 2019، أصدرت إتش تي سي أول «كريبتوفون»، ركز على توفير التمويل الشامل من خلال بيتكوين وإنشاء بوابة لتحقيق شبكة ويب لا مركزية حقًا.
في 11 مايو 2019، أعلنت شركة إتش تي سي أن هاتفها كريبتوفون سيكون أول هاتف ذكي يدعم عقدة بيتكوين الكاملة.
في 17 سبتمبر 2019، عينت إتش تي سي إيف ميتر، نائب الرئيس التنفيذي السابق لمعدات المستهلكين وشراكات أورنج، كرئيس تنفيذي حيث ستواصل شير وانغ دورها كرئيسة.
في 3 سبتمبر 2020، استقال الرئيس التنفيذي لشركة إتش تي سي إيف ميتر من المنصب متذرعًا بأسباب شخصية ثم تدخل المؤسس المشارك شير وانغ وهو الآن الرئيس التنفيذي الحالي لشركة إتش تي سي.

## دعوى
في مارس 2010، قدمت شركة أبل. شكوى إلى لجنة التجارة الدولية الأمريكية تدعي انتهاك 20 من براءات الاختراع التي تغطي جوانب واجهة مستخدم آيفون والأجهزة. لم توافق إتش تي سي على إجراءات أبل وكررت التزامها بإنشاء هواتف ذكية مبتكرة. كما قدمت إتش تي سي شكوى ضد أبل لانتهاكها خمس براءات اختراع لها وسعت إلى حظر استيراد منتجات أبل إلى الولايات المتحدة من منشآت التصنيع في آسيا. وسعت أبل شكواها الأصلية بإضافة براءتي اختراع أخريين.
في 10 نوفمبر 2012، توصلت أبل وإتش تي سي إلى اتفاقية ترخيص مدتها 10 سنوات تغطي براءات الاختراع الحالية والمستقبلية التي تحتفظ بها الشركتان. تظل شروط الاتفاقية سرية.
في السابق، تجاهلت أبل حقوق إتش تي سي التي كانت محفوظة منذ فترة طويلة على الاسم التجاري تاتش من خلال استدعاء مجموعة آيبود الجديدة الخاصة بها نفسها.
في فبراير 2013، استقرت شركة إتش تي سي مع لجنة التجارة الفيدرالية الأمريكية بشأن تراخي الأمان على أكثر من 18 مليون من الهواتف الذكية والأجهزة اللوحية التي شحنتها للعملاء ووافقت على تصحيحات الأمان.

## معلومات الشركات

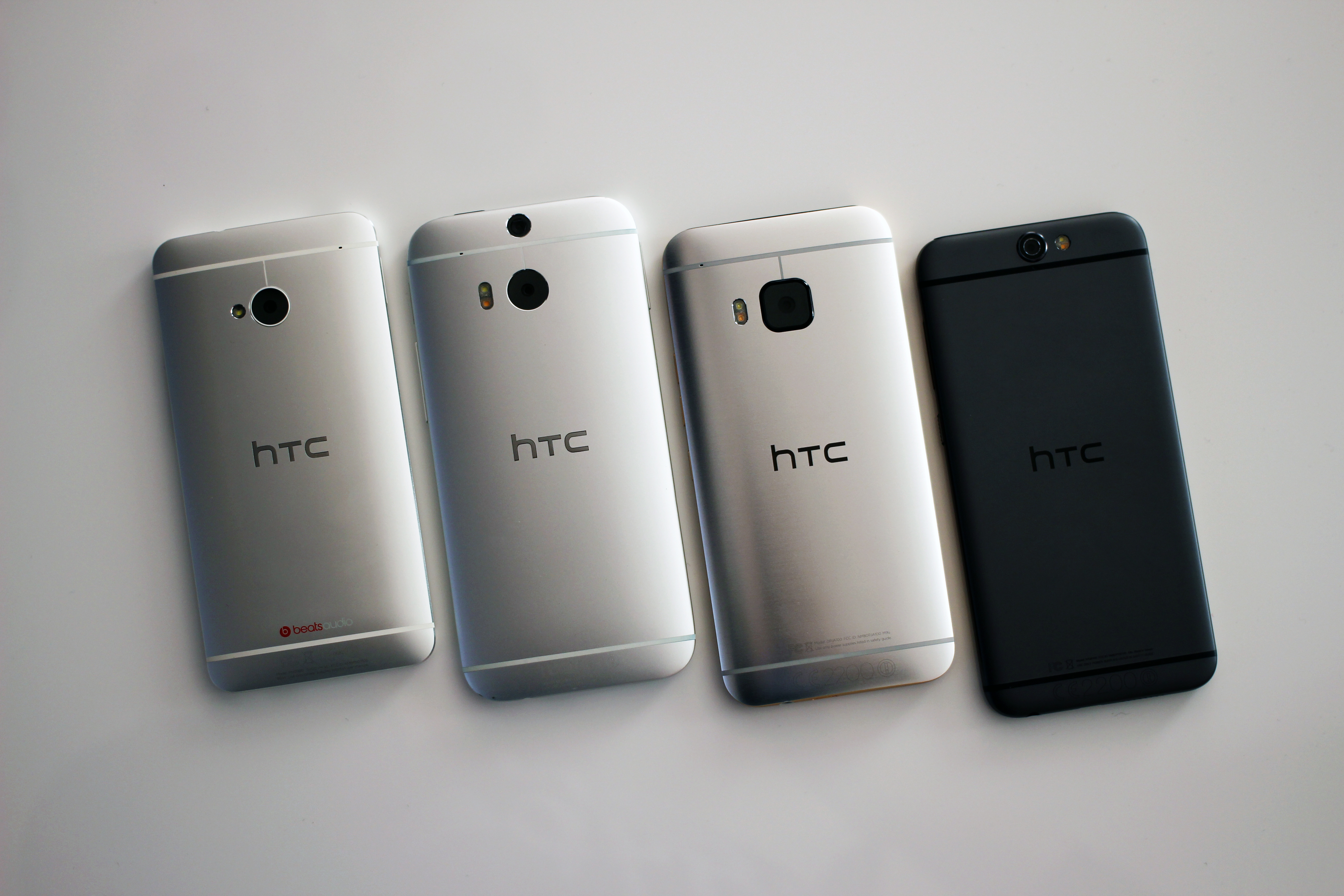
تاريخ إتش تي سي ون

رئيسة إتش تي سي والرئيس التنفيذي بالإنابة هي شير وانغ، وهي ابنة الراحل وانغ يونغ تشينغ، مؤسس مجموعة فورموزا للبلاستيك للبلاستيك والبتروكيماويات. يشغل بيتر تشو منصب رئيس مختبر إتش تي سي مختبر تطوير المستقل، وHT تشو كمدير لمجلس الإدارة ورئيس مجلس إدارة مؤسسة إتش تي سي. المدير المالي لشركة إتش تي سي هو هوي مينج تشينج. بالإضافة إلى كونه رئيسًا لشركة إتش تي سي، يشغل شير وانغ أيضًا منصب الرئيس بالنيابة لشركة فيا للتقنيات. الأقسام الرئيسية في إتش تي سي، بما في ذلك قسم هندسة (أجهزة المعلومات) وقسم هندسة (موبايل لاسلكي)، هي منشآت معتمدة من أيزو 9000/أيزو 14000.
تسارع نمو الشركة بشكل كبير[بحاجة لتوضيح] منذ أن تم اختيارها من قبل مايكروسوفت كشريك في تطوير منصة الأجهزة لنظام التشغيل ويندوز موبايل (استنادًا إلى ويندوز سي إي)[بحاجة لمصدر]. تعمل إتش تي سي أيضًا مع جوجل لإنشاء هواتف محمولة تعمل بنظام التشغيل أندرويد للجوال من جوجل مثل نكسس ون. بلغ إجمالي عائدات مبيعات إتش تي سي 2.2 مليار دولار أمريكي لعام 2005، بزيادة قدرها 102% عن العام السابق. في عام 2005، تم إدراجها على أنها شركة التكنولوجيا الأسرع نموًا في أسابيع العمل معلومات التكنولوجيا 100.
استثمرت إتش تي سي بقوة في البحث والتطوير، وهو ما يمثل ربع موظفيها. يقع المقر الرئيسي للشركة في أمريكا الشمالية في بلفيو، واشنطن. تدير إتش تي سي مكتبًا لتصميم البرامج في سياتل (بالقرب من مقرها في أمريكا الشمالية) حيث تصمم واجهتها الخاصة بهواتفها. في عام 2011، افتتحت إتش تي سي أيضًا مكتبًا للبحث والتطوير في دورهام بولاية كارولينا الشمالية، وهو موقع اختارته الشركة على سياتل وأتلانتا، للتركيز على مجالات متعددة من التكنولوجيا اللاسلكية.
في 17 فبراير 2010، صنفت إتش تي سي شركة سريعة باعتبارها الشركة رقم 31 الأكثر ابتكارًا في العالم. في 27 مايو 2011، استجابةً لملاحظات العملاء، أعلنت إتش تي سي أنها لن تغلق محمل الإقلاع على هواتفها التي تعمل بنظام أندرويد.

## رعاية الرياضة

### ركوب الدراجات
قامت شركة إتش تي سي برعاية فريق الدراجات المهنية إتش تي سي-طريق سريع من عام 2009 إلى عام 2011.

### اتحاد كرة القدم
في عام 2012، أصبحت إتش تي سي الراعي الرسمي للهواتف الذكية لدوري أبطال أوروبا والدوري الأوروبي. سوف يستمر العقد لمدة ثلاث سنوات، مما يجعل إتش تي سي أحد الرعاة الرئيسيين للمسابقتين. أصبحت إتش تي سي أيضًا الراعي القميص لامتياز الدوري الهندي الممتاز نورث ايست يونايتد لموسم 2014 و2015 و2016.

### كريكيت
قبل موسم 2015، وقع امتياز الدوري الهندي الممتاز ملوك البنجاب الحادي عشر عقد رعاية مع إتش تي سي. وفقًا للاتفاقية، ستكون إتش تي سي هي الراعي الرئيسي الرسمي للفريق، وسيشغل شعار الشركة موضع الصدر الأيمن على قميص ملوك البنجاب الحادي عشر الذي يلعب.

### الرياضات الإلكترونية
ترعى إتش تي سي فرق الرياضات الإلكترونية المحترفة عشيرة فاز وفريق سولوميد وكلاود9 وفريق السائل وفريق J (المعروف سابقًا باسم تايبيه القتلة).
قامت شركة إتش تي سي برعاية بطولة سوبر سماش برذرز ميلي، إسقاط إتش تي سي، والتي عقدت في 19 سبتمبر 2015، في سان فرانسيسكو. في نهاية عام 2015، رعت الشركة أيضًا إنشاء SSBMRank لذلك العام، وهو التصنيف السنوي لأفضل لاعبي الشجار في العالم.

## روابط خارجية
- الموقع الرسمي للشركة
- الموقع الرسمي لأخبار الشركة